# پل راه‌آهن خیابان کنن
پل راه‌آهن خیابان کنن (انگلیسی: Cannon Street Railway Bridge) یک پل مخصوص راه‌آهن بر روی رود تیمز لندن است.
این پل که در سال ۱۸۶۳ شروع به ساخت شده در سال ۱۸۶۶ افتتاح شده و طراحی آن توسط جان هاکشاو و جان وولف بری انجام شده است.